# Enicospilus leneus
Enicospilus leneus là một loài tò vò trong họ Ichneumonidae.